# Didrik Pining
Didrik Pining (auch Dietrich Pining und Diderik Pining; * um 1428 wohl in Hildesheim; † 1491) war ein deutscher Seefahrer. Bekannt ist er vor allem durch die Teilnahme an einer Entdeckungsreise, bei der unter Umständen bereits ca. 20 Jahre vor Christoph Kolumbus amerikanisches Festland wiederentdeckt wurde.
Pining begann seine Karriere als Kaperfahrer in der Nordsee und im Ärmelkanal. Er stand in Diensten des Königreichs Dänemark und erreichte die Stellung eines Kapitäns (sceppere). Von 1478 bis 1490 war er Statthalter des zu Dänemark gehörenden Island.

## Leben

### Herkunft
Da vorerst keine urkundlichen Unterlagen vorhanden waren, war die Herkunft Pinings bei nordischen Historikern umstritten. Während man zunächst eine norwegische oder dänische Abstammung vermutete, geht die Forschung nun davon aus, dass Pining gebürtiger Deutscher war. Für diese Annahme sprach schon die enge Verbindung Pinings mit dem Deutschen Hans Pothorst. Letztendlich konnte H. Gebauer, Stadtarchivar der Stadt Hildesheim, Didrik Pinings Herkunft aus Hildesheim urkundlich nachweisen.

### Familiäre Situation
Pining stammte aus einer ursprünglich wohlhabenden Familie. Über seine Jugend ist nichts bekannt. Sein Vater Tile Pining hatte mehrere Wohnhäuser besessen. Dieser geriet jedoch in seinem weiteren Leben in finanzielle Schwierigkeiten und verstarb etwa um 1451 verarmt in Hildesheim. Man kann davon ausgehen, dass Pining, veranlasst durch die missliche Lage seines Elternhauses, Hildesheim verließ und auswanderte. Wahrscheinlich wurde er dabei von seinem Weggenossen Hans Pothorst begleitet. Die beiden, Pining und Pothorst, werden in vorhandenen schriftlichen Quellen zumeist gemeinsam genannt.

### Pinings Werdegang als Kaper- und Seefahrer und Statthalter Islands

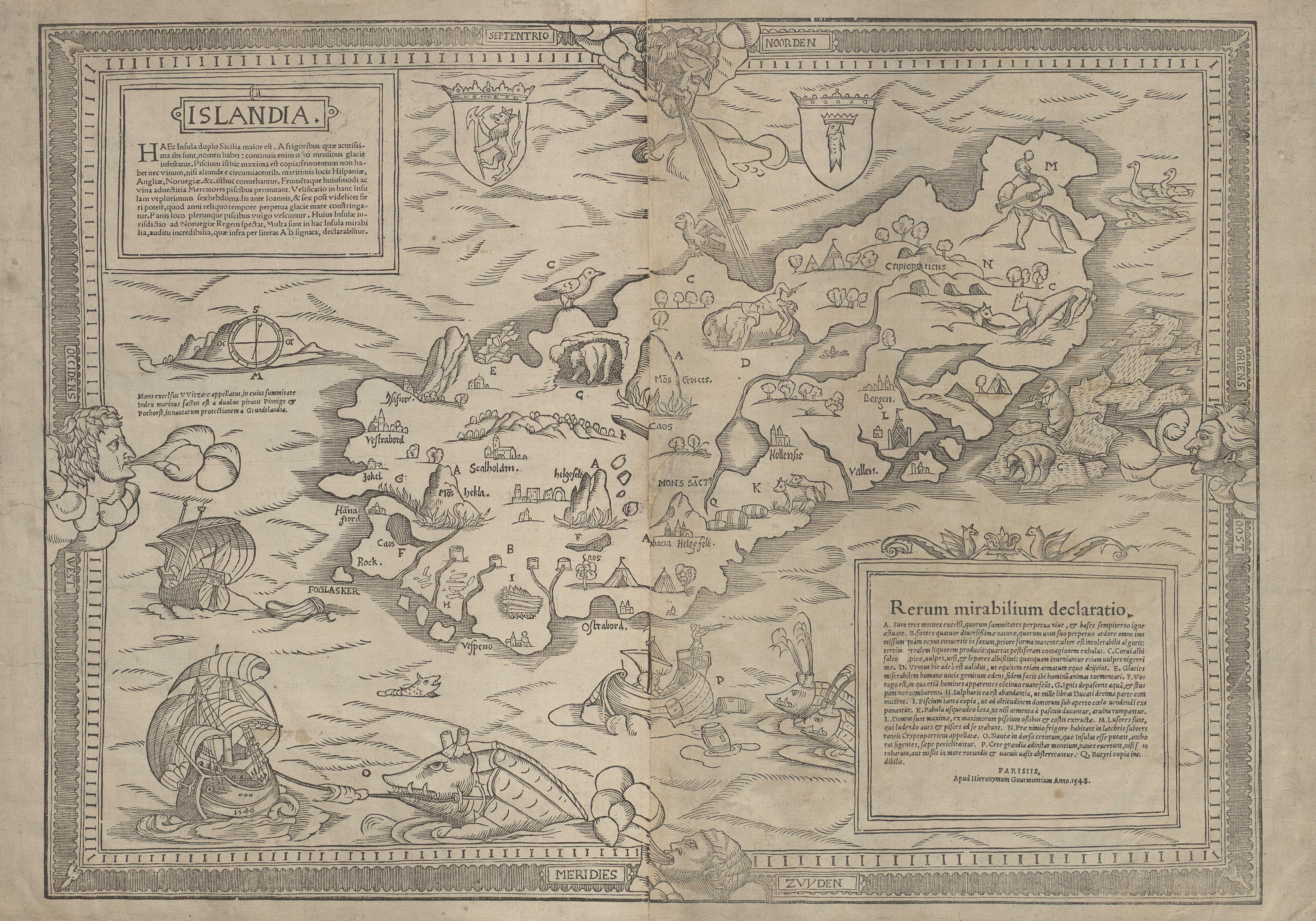
Karte des Hieronymus Gourmont mit namentlicher Erwähnung von Pining und Pothorst

Der vollständige Werdegang von Pining kann durch die vorhandenen Quellen nicht eindeutig belegt werden. Bis 1473 stand Pining im Dienst der Hansestadt Hamburg. Zusammen mit Pothorst zählte Pining offenbar zu den bekanntesten Kaperfahrern der damaligen Zeit. Genaue Angaben darüber, wann Pining und sein Mitstreiter Pothorst in dänische Dienste traten, fehlen. Sein weiterer Karriereweg der nächsten Jahre bleibt größtenteils undokumentiert und für Spekulationen offen. Pining und Pothorst nahmen 1473 an einer Entdeckungsreise teil, die auf Veranlassung des portugiesischen Königs Alfons V. stattfand und unter dem dänischen König Christian I. durchgeführt wurde.
Nach seiner Rückkehr begann Pining eine politische Laufbahn im Dienste des dänischen Königs. Unter Christian I. wurde Pining zum Statthalter Islands ernannt. Zunächst war er nur Statthalter über Ost- und Südisland, bevor er in den folgenden Jahren zum Statthalter über ganz Island ernannt wurde. Nach dem Tod Christians I. behielt Pining seine Stellung als Statthalter, trotz eines in Skandinavien eintretenden Interregnums bei. 1490 erließ Pining in dieser Funktion zwei Verordnungen, deren Gültigkeit bis weit in die Neuzeit reichte. Die Verordnungen beschäftigten sich vor allem mit der Armenfürsorge, Steuerfragen und dem Status von Fremden. In seinen letzten Jahren verwaltete er offenbar zusätzlich das Gebiet Vardö im hohen Norwegen.
Unter König Johann von Dänemark führten Pining und Pothorst einen Piratenkrieg gegen England. Um 1484 eroberte er vor der Küste Englands und im spanischen Meer drei spanische und portugiesische Schiffe, die er zu König Johann nach Kopenhagen brachte.

### Tod von Pining
Die Umstände des Todes von Pining sind nicht eindeutig geklärt. Eine Auffassung lautet wie folgt: Nach der Beendigung des Krieges und Frieden mit Englands wurden Pining und Pothorst für vogelfrei erklärt und 1491 erschlagen. Gunnar Gunnarsson verweist hingegen auf Nachrichten, die berichten, Pining und Pothorst seien von den nordischen Königen geächtet worden. Anschließend soll Pining einen Seeräubertod gestorben sein. Andere Autoren gehen davon aus, dass Pining 1490 auf der Festung Vardöhus, zu deren Kommandant er ernannt wurde, gestorben sei.

## Nachwirken

### Sofus Larsens Theorie

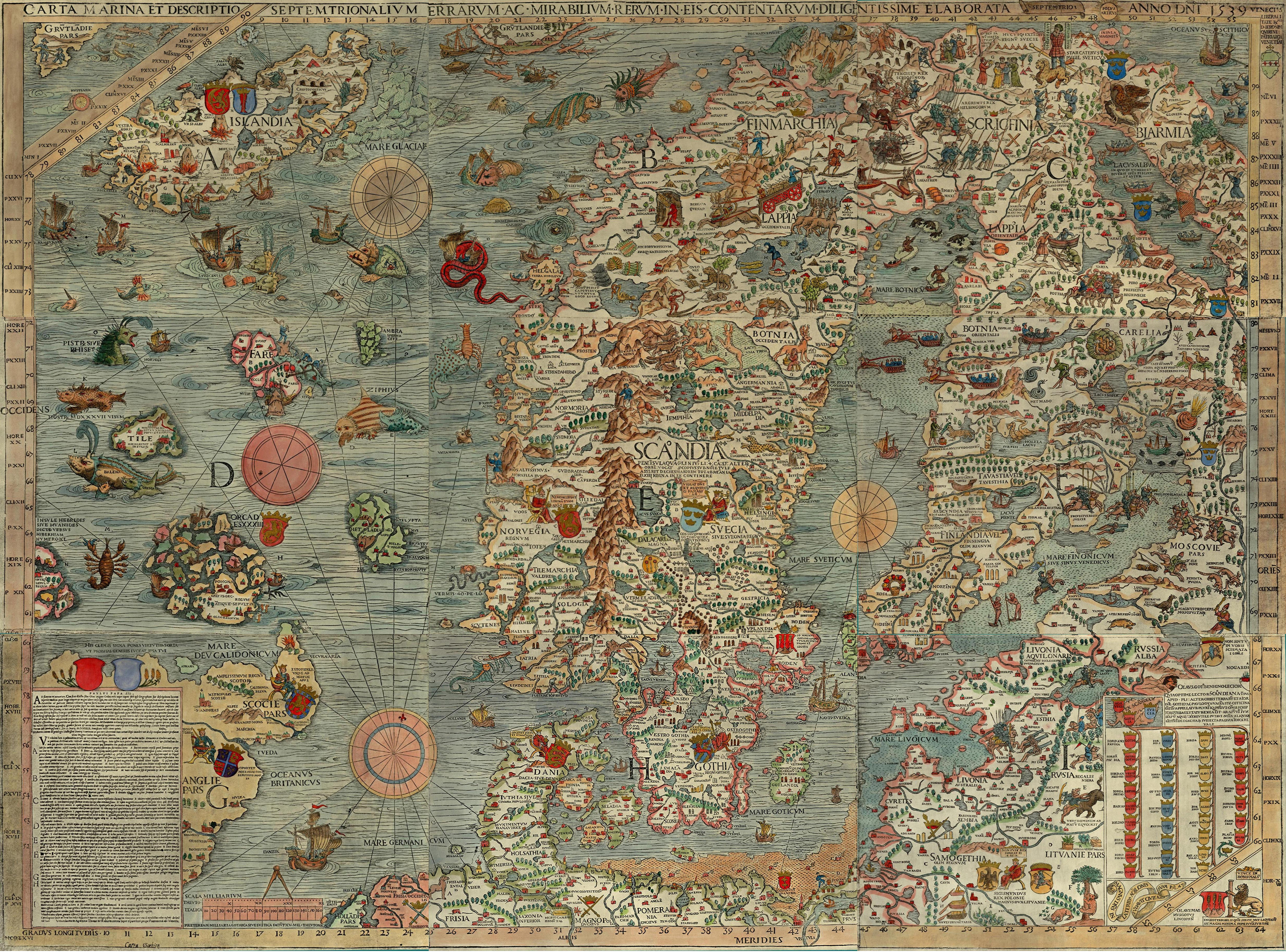
Carta Marina

Die Theorie, dass Pining und nicht Christoph Kolumbus Amerika wiederentdeckt haben soll, geht auf den Forscher Sofus Larsen und sein Werk The Discovery of North America Twenty Years Before Columbus (1925) zurück.
Seine Aussagen beziehen sich jedoch nicht auf eine bestimmte Quelle, sondern auf mehrere einzelne Quellen, die nicht in unmittelbaren Zusammenhang miteinander stehen. Die erste Quelle besagt, dass Pining und Pothorst vermutlich die grönländische Küste erreichten. Dort markierten sie ein Landstück als Zeichen der Rückgewinnung für den dänischen König. Dieses Zeichen soll auf der Carta Marina von Olaus Magnus zu sehen sein. Einen zweiten Anhaltspunkt stellt ein Globus aus dem Jahr 1530 dar. Dort soll eine Meerenge abgebildet gewesen sein, durch welche die Portugiesen versuchten, Indien, den Orient und Indonesien zu erreichen. Nördlich der Meerenge war ein Punkt eingezeichnet, mit der Beschreibung, dass dort um das Jahr 1476 der Däne Johannes Scolvus das Volk der Quii erreicht habe. Ein drittes Indiz bietet die Aussage eines portugiesischen Chronisten. Er bezieht sich auf eine Karte, die jedoch leider verloren gegangen ist. Aus dieser Karte soll er die Information entnommen haben, dass Joao Vaz Corte-Real auf einer Expedition im Nordatlantik-Raum unterwegs war. Larsen ist der Meinung, dass sowohl Corte-Real als auch Scolvus Teilnehmer der Expeditionsgruppe waren, an der auch Pining und Pothorst beteiligt waren.
Larsens These, dass die Expeditionsgruppe um Pining nicht nur Grönland, sondern auch amerikanisches Festland erreicht haben soll, löste eine hitzige Forschungsdebatte aus. Während die Erreichung der Küste Grönlands eine weitgehend gesicherte Information darstellt, kann nicht abschließend geklärt werden, ob bei der Expedition wirklich Amerika wiederentdeckt wurde.

### Darstellung Pinings in der Forschung
Das Bild von Pining ist in der Forschung umstritten. Er wirkt wie eine historische Figur, die je nach Ausrichtung des jeweiligen Autors in einen anderen Kontext eingebettet wird. Pining wird von manchen Autoren auf den Meeren als „berüchtigter Pirat“ und auf dem Lande als „friedensstiftender Regent“ bezeichnet. Weitere geschichtliche Darstellungen, z. B. die des Olaus Magnus, beschreiben Pining als Seeräuber. Ein Bild, welches ihm nach Auffassung von Uta Lindgren so nicht gerecht wird. Paul Pini beschreibt Pining hingegen als „friedlich- und sozialdenkenden Stellvertreter des dänischen Königs“. Mit Sicherheit lässt sich jedoch sagen, dass er offenbar eine der wichtigsten Stützen der dänischen Könige war und bei vielen seiner Unternehmungen großen Erfolg erzielte.

### Heldenkult
Gunnar Gunnarsson sieht in Pining den Mann, der Amerika zwanzig Jahre vor Kolumbus wiederentdeckt haben soll, jedoch nichts daraus machte. Sein Werk Das Rätsel um Didrik Pining ist während der Zeit des Nationalsozialismus verfasst worden. Dieser zeitliche Hintergrund darf bei der Interpretation seiner Auffassungen nicht vernachlässigt werden. Es handelt sich um eine Zeit, die typischerweise versuchte, Helden zu kreieren und bedeutende Ereignisse für die eigene Nation zu beanspruchen. Gunnarsson hat sich auch in weiteren Werken des Germanenkults der Nationalsozialisten bedient.
Gunnarsson widmete Pining folgende Worte: „Im norwegischen Adelsverzeichnis fand sich – gut versteckt und vergessen – derselbe Name (Pining) mit der Beschreibung des Symbols, das er zum Schmuck seines Wappens und Siegels gewählt hatte: Ein eiserner Bootshaken. Einmal hatte er diesen Haken in nichts Geringeres geschlagen als in einen ganzen Erdteil, in Amerika selbst, zwanzig Jahre vor Columbus. Es wurde sein Schicksal, dass er nicht wusste was er gefunden hatte. Und Amerika blieb nicht an dem Haken hängen! Er glitt ab. Er glitt in Vergessenheit.“

## Expedition 1473–1476

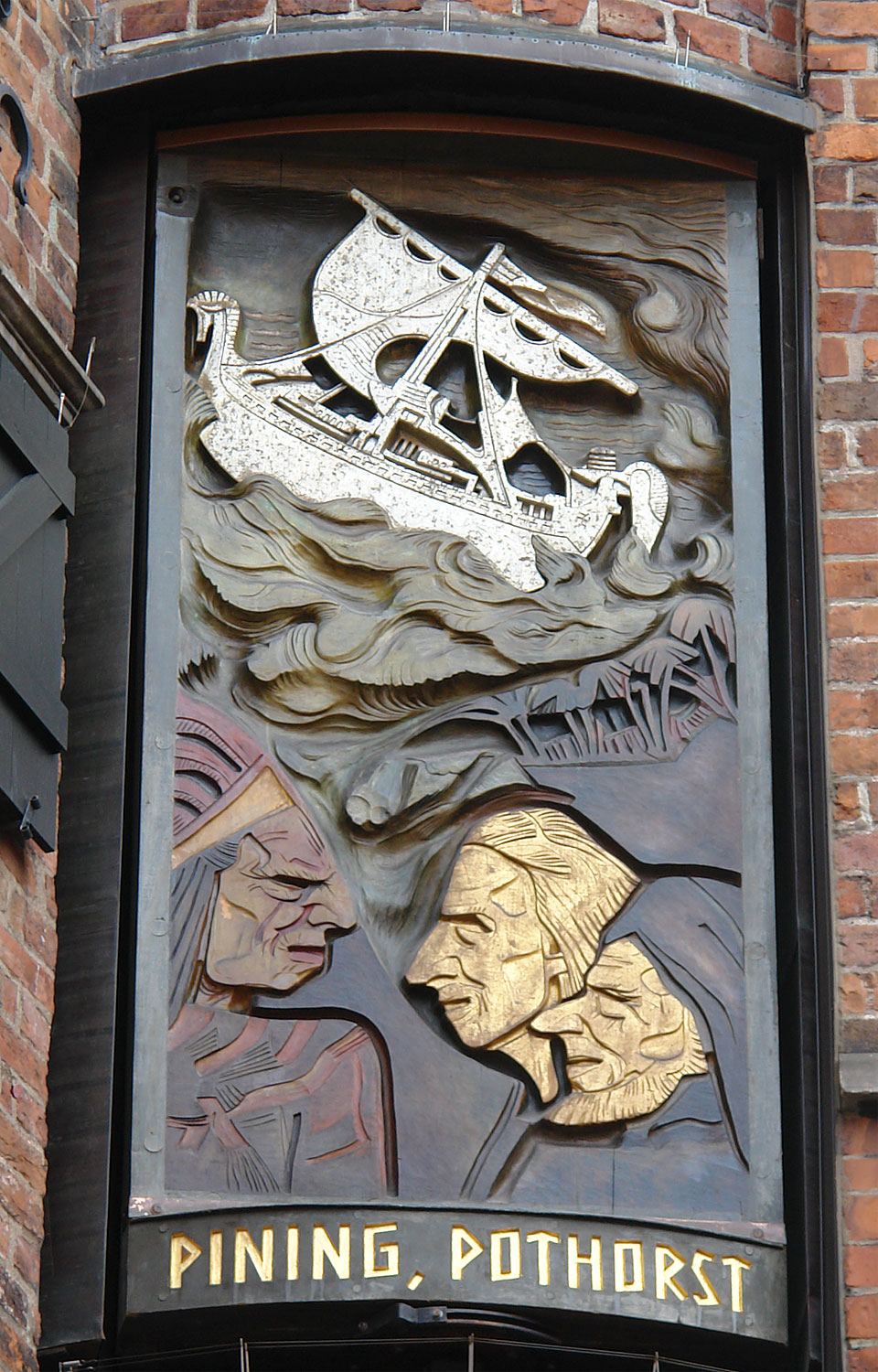
Figurentafel von Bernhard Hoetger am Haus des Glockenspiels in Bremen

### Hintergründe der Expedition
Bei der Fahrt handelt es sich um die erste von Europa aus geplante Entdeckungsreise über den Atlantik nach Westen. Zuvor waren nur die Wikinger in diesem Gebiet unterwegs gewesen. Ziel der Reise war es, neue Länder zu entdecken.
Im Jahr 1415 erfolgte von Portugal aus der Anstoß, neue Entdeckungsfahrten aufzunehmen, da die Afrikaumrundung vorläufig scheiterte. König Alfons V. von Portugal wandte sich an den dänischen König Christian I., um eine gemeinsame Expedition durchzuführen. Begründen lässt sich dies vermutlich durch die Unerfahrenheit der Portugiesen in nördlichen Gewässern.

### Teilnehmer der Expedition
Pining und Pothorst nahmen gemeinsam an der Expedition teil und hatten die Stellung von Admiralen inne. Neben Pining und Pothorst, die im Dienste des dänischen Königs standen, nahmen wohl noch zwei weitere leitende Personen an der Entdeckungsfahrt teil. Als Navigator der Reise wird Johannes Scolvus (an anderer Stelle auch John Skolp) genannt. Dieser war vermutlich ein norwegischer Seemann, der bereits lange Erfahrung mit den nördlichen Meeren hatte. Im Auftrag Portugals nahm wohl João Vaz Corte-Real teil.

### Verlauf der Expedition
Eines der Hauptziele der Expedition war, eine nordwestliche Durchfahrt nach Ostasien zu erkunden. Genauere Angaben zur Reiseroute fehlen. Die Seefahrer hatten zudem keine nautischen Instrumente zur Verfügung. Pining und Pothorst hatten außerdem den Auftrag des dänischen Königs, nach verbliebenen Wikingersiedlungen auf Grönland zu forschen. Nachdem die Expeditionsgruppe mit großer Sicherheit Grönland erreichte, soll die Fahrt weiter entlang der Westküste nach Norden geführt haben.

### Erreichung Amerikas?
Pini vertrat in seinem 1971 veröffentlichten Werk den Standpunkt, dass die Expedition von Pining und Pothorst das neue Land Labrador und damit amerikanisches Festland erreichte. In einem neun Jahre später erschienenen Werk von Klaus Peter Kiedel kommt die Forschungsdebatte hingegen zu einem anderen Ergebnis: Amerika wurde demnach höchstwahrscheinlich nicht erreicht. Als einer der Hauptgründe für diese Auslegung werden die zur damaligen Zeit bestehenden Schwierigkeiten in der Kartographie beschrieben. Labrador und Grönland scheinen hierbei öfter verwechselt worden zu sein.
Hughes kommt 2004 zu dem Schluss, dass die Entdeckung Amerikas durch die Gruppe um Pining weder eindeutig belegt werden kann, noch kann sie derzeit widerlegt werden.

## Nachleben
In Hildesheim gibt es seit Sommer 1974 eine Didrik-Pining-Grundschule, für deren Benennung sich der Initiator dieser Schule, Rektor Heinz-Otto Ihde, eingesetzt hatte; weiterhin ist eine Straße der Stadt nach ihm benannt. Die DLRG-Ortsgruppe Hildesheim hatte bis in die 1990er Jahre ein Motorrettungsboot mit dem Namen Didrik Pining. Anfang 2007 hat der damalige Oberbürgermeister von Hildesheim, Kurt Machens, einen Sitzungssaal im Hildesheimer Rathaus nach Didrik Pining benannt. Seit dem Wintersemester 2013/14 bietet die Stiftung Universität Hildesheim das Didrik Pining Fellowship an, welches Reiseaufenthalte für die wissenschaftlichen Mitarbeiter anbietet.

### Aktuelle Literatur
- Norman Berdichevsky: The role of “sibling rivalry” in the “(re)discovery” of America controversy. In: Journal of Cultural Geography. Bd. 12 (1991), Nr. 1, S. 59–68 sowie Sibling Rivalry and the Discovery of America; Was Portuguese-Danish Cooperation Involved? (PDF).
(Berdichevsky nimmt an, dass nationale Rivalitäten zwischen Spanien, Portugal, Schweden und Dänemark zu einer gemeinsamen dänisch-portugiesischen Expedition führten, an der Pothorst, Pining und Corte-Real beteiligt waren, und die das nordamerikanische Festland entdeckte).
- Oswald Dreyer-Eimbcke: Island, Grönland und das nördliche Eismeer im Bild der Kartographie seit dem 10. Jahrhundert. Steiner, Wiesbaden 1987 (Mitteilungen der Geographischen Gesellschaft in Hamburg; 77), ISBN 3-515-05102-3, S. 45.
- Thomas L. Hughes: The German discovery of America. A review of the controversy over Pining’s 1473 voyage of exploration. In: German studies review. Bd. 27 (2004), Nr. 3, S. 503–526.
(Aktueller Forschungsüberblick, der die offenen Fragen der verschiedenen Interpretationen aufzählt und zu dem Fazit kommt, dass sich nicht eindeutig entscheiden lässt, wie weit Pinings Reise führte; vgl. den Bericht über ein Symposium des GHI Washington am 25. Februar 2003, PDF, 37 kB).
- Helge Ingstad: The Norse discovery of North America. In: Lund studies in English. Bd. 78 (1988), S. 149–155.
- Carsten Jahnke: Piraten, Reichsräte, Entdecker Amerikas oder germanische Seehelden? Hans Pothorst und Diderik Pining am Ausgang des 15. Jahrhunderts. In: Hansische Geschichtsblätter. Bd. 140 (2022), S. 93–118.
- Janus Møller Jensen: Denmark and the Crusades, 1400–1650, Brill, Leiden 2007 (The Northern world; 30) (Zugl.: Odense, Univ. of Southern Denmark, Diss., 2005), ISBN 978-90-04-15579-4, S. 124–129.
- Klaus-Peter Kiedel: Eine Expedition nach Grönland im Jahre 1473. In: Deutsches Schiffahrtsarchiv. Bd. 3 (1980), S. 115–140.
- Anton Josef Knott, Günther E. H. Baumann, Hans Schlotter: 20 Jahre vor Columbus landete der Hildesheimer Dietrich Pining in Amerika. Hildesheim 1992 (Publikationen des Hildesheimer Heimat- und Geschichtsvereins).
- Uta Lindgren: Pining, Dietrich. In: Neue Deutsche Biographie (NDB). Band 20, Duncker & Humblot, Berlin 2001, ISBN 3-428-00201-6, S. 451 (Digitalisat).
- Robert McGhee: Northern Approaches. Before Columbus: Early European Visitors to the Shores of the "New World". In: Beaver. Bd. 72 (1992), S. 6–23.
- The Dansk Biografisk Leksikon. Bd. XI, S. 381, 459.
- Wolfgang Wegner: Das Amerika-Rätsel. In: Helga Lippert: Terra X: Von den Oasen Ägyptens zum Fluch des Inka-Goldes. Heyne, München 2001, ISBN 3-453-19700-3, S. 166–215.

### Ältere Literatur
- Johannes Heinrich Gebauer: Der Hildesheimer Dietrich Pining als nordischer Seeheld und Entdecker. In: Alt-Hildesheim. 12, 1933, S. 3–18.
- Gunnar Gunnarson: Das Rätsel um Didrik Pining: Ein Bericht. Stuttgart 1939.
- Dietrich Kohl: Dietrich Pining und Hans Pothorst. Zwei Schiffsführer aus den Tagen der Hanse und der großen Entdeckungen. In: Hansische Geschichtsblätter. 57, 1932, S. 152ff.
- Sophus Larsen: The Discovery of North America Twenty years Before Columbus. 1925.
- Paul Pini: Der Hildesheimer Didrik Pining als Entdecker Amerikas, als Admiral und als Gouverneur von Island im Dienste der Könige von Dänemark, Norwegen und Schweden. Hildesheim 1971.